# Alalu
Alalu era la divinità suprema nella religione ittita, destituita da suo figlio Anu dopo 9 anni.
L'origine del nome Alala non è nota e dagli studiosi è provvisoriamente raggruppato con altri nomi di divinità mesopotamiche senza chiare etimologie sumeriche o semitiche, come Zababa, Aruru o Bunene.
Alala è conosciuta dalla cosiddetta Teogonia di Anu, un nome che Wilfred G. Lambert applicò agli elenchi degli antenati di Anu conosciuti dagli elenchi degli dei, una variante del quale fu inserita nella genealogia di Marduk presentata in Enuma Elish. Le coppie di divinità ancestrali che appaiono in varie configurazioni in tali elenchi includono Duri e Dari, Lahmu e Lahamu, Anshar e Kishar, Enurulla e Ninurulla, Engur e Gara e Alala e Belili. Frans Wiggermann propone che questa tradizione abbia avuto origine nella Mesopotamia settentrionale. La maggior parte delle varianti iniziano con Duri e Dari, che probabilmente rappresentavano il tempo, e terminano con Alala e Belili, indicando che erano visti come genitori di Anu. L'abbinamento di queste due divinità era molto probabilmente basato interamente sul fatto che entrambi i loro nomi fossero iterativi. Belili è attestato diversamente in modo molto scarso, e non era accoppiato con Alalu al di fuori degli elenchi teogonici. Sulla base di una breve menzione in Šurpu è stato proposto che fosse associata agli inferi. Un'antica teoria secondo cui il suo nome era una corruzione di Belet-ili è oggi considerata infondata, e l'etimologia effettiva del suo nome è sconosciuta.
Un testo tardo identifica Alala con altre due figure primordiali, Enmesharra e Lugaldukuga. Lugaldukuga era considerato il padre o il nonno di Enlil in alcune tradizioni, mentre Enmesharra era un dio elencato insieme ai suoi antenati ma solitamente non esplicitamente identificato come uno di loro. È nota anche una tradizione secondo la quale egli era lo zio paterno di Enlil.
Una menzione di Alala "che scende sulla terra" nel lontano passato "prima della creazione" è nota da una breve introduzione mitologica a una versione tardo assira di un incantesimo relativo all'ergot, sebbene sia assente da un simile testo antico babilonese. Alcuni incantesimi Maqlû alludono ad Alala, ad esempio riferendosi al tempo "prima che Ningirsu desse voce ad Alala nella terra". Secondo Lambert, in questi passaggi potrebbe rappresentare un grido di lavoro divinizzato o un canto di lavoro, in modo simile a come il dio Girra rappresentava il fuoco divinizzato. Volkert Haas sosteneva invece che fosse considerato una personificazione della tempesta.